# هارفستر
هارفستر (بالإنجليزية: Harvester)‏ أو الحصّاد هي لعبة مغامرات تأشير ونقر على الكمبيوتر. وقد صممت اللعبة من قبل شركة DigiFX للتفاعليات ونشرتها استوديوهات ميريت في عام 1996. وهي من تأليف وإخراج جيلبرت أوستن، اعتبرت اللعبة فشلا تجاريا عندما أصدرت. عرفت اللعبة بمحتواها العنيف.